# Xã Durand, Quận Beltrami, Minnesota
Xã Durand (tiếng Anh: Durand Township) là một xã thuộc quận Beltrami, tiểu bang Minnesota, Hoa Kỳ. Năm 2010, dân số của xã này là 209 người.